# Leucippus
A Leucippus a madarak (Aves) osztályának a sarlósfecske-alakúak (Apodiformes) rendjéhez, ezen belül a kolibrifélék (Trochilidae) családjához tartozó nem.

## Rendszerezésük
A nemet Charles Lucien Jules Laurent Bonaparte francia természettudós írta le 1850-ben, az alábbi 1 vagy 4 faj tartozik ide:
- Leucippus fallax[2][1]
- Leucippus baeri[2] vagy Thaumasius baeri[1]
- Leucippus taczanowskii[2] vagy Thaumasius taczanowskii[1]
- Leucippus chlorocercus[2] vagy Talaphorus chlorocercus[1]

## Előfordulásuk
Dél-Amerika északi részén honosak. Természetes élőhelyeik a szubtrópusi és trópusi erdők és cserjések. Állandó, nem vonuló fajok.

## Megjelenésük
Testhosszuk 8,5-12,5 centiméter közötti.

## Életmódjuk
Nektárral táplálkoznak, de néha rovarokat is fogyasztanak.